# 埃及第二十八王朝
埃及第二十八王朝是古埃及历史上的一个王朝，其统治者为埃及本土人。第二十八王朝与第二十六王朝、第二十七王朝、第二十九王朝、第三十王朝和第三十一王朝统称古埃及晚期。第二十八王朝只有一位法老，名叫阿米尔塔尼乌斯。阿米尔塔尼乌斯是第二十六王朝法老的后裔。他趁着波斯阿契美尼德王朝的大流士二世死去之机，带领埃及人成功发动叛乱，驱逐了波斯人，终结了第二十七王朝（第一次总督时期）的统治。前398年，阿米尔塔尼乌斯被来自门德斯的尼斐利提斯一世击败，带往孟斐斯处死，第二十八王朝灭亡。至今没有发现此王朝时期的纪念碑。

## 法老列表
| 名字           | 在位              |
| -------------- | ----------------- |
| 阿米尔塔尼乌斯 | 前404年 - 前398年 |